# Bonfim (Santa Maria)
Bonfim é um bairro do distrito da sede, no município gaúcho de Santa Maria, no Brasil. Localiza-se na área central da cidade.
O bairro Bonfim possui uma área de 0,5616 km² que equivale a 0,46% do distrito da Sede que é de 121,84 km² e  0,0313% do municipio de Santa Maria que é de 1791,65 km².

## História
O bairro, cujo nome é uma homenagem a igreja local, nasce oficialmente em 2006, com toda a sua área subtraída do Centro da Cidade. A igreja Nosso Senhor do Bonfim se tornou paróquia a 20 de setembro de 1971.

### Patrimônio histórico
Igreja Evangélica de Confissão Luterana
Datado da época do Brasil Império, a "Igreja dos alemães" tem elementos da arquitetura gótica e medieval e foi fundado em 8 de abril de 1866. Mas até a concretização do sonho dos descendentes de alemães, que aqui queriam continuar com suas práticas religiosas - o luteranismo -, foi um longo caminho. Depois de conseguir a doação de um terreno por parte da Intendência Municipal, - era como se chamava na época a sede da prefeitura e do legislativo - está localizada na rua Barão do Triunfo. Após a contribuição financeira dos imigrantes alemães, foi possível construir o prédio da igreja, que mais se assemelhava a uma casa, e ainda não tinha a torre. Mesmo assim foi inaugurada em 1873. Para viabilizar a materialização da construção da igreja, foram encomendados 5 sinos, que chegaram na cidade em agosto de 1886. No ano seguinte, por determinação da Delegacia de Polícia foi ressaltado um descumprimento policial por não tolerar o culto de não-católicos. A igreja dos Alemães também foi alvo de depredação durante a época da Primeira Guerra Mundial (1914-1918), quando os imigrantes alemães eram perseguidos durante o conflito mundial.
Instituto de Educação Olavo Bilac
A construção do prédio teve início em 1936 onde, até então, existia o Colégio Elementar. O edifício neoclássico foi inaugurado em 30 de julho de 1938 - na época a construção foi considerada uma das maiores edificações da cidade. A obra continha três andares com 68 metros de frente e 16 metros de largura. Já o prédio do pavilhão da educação física foi inaugurado em 15 de novembro de 1940, com 558 metros. Com palcos e galeria , hoje o Instituto de Educação Olavo Bilac possui mais de 1,2 mil metros de novas áreas construídas. O prédio principal da escola tem fachada simétrica, com elementos decorativos em relevo, de inspiração floral.

## Limites
Limita-se com os bairros: Centro, Noal, Nossa Senhora de Fátima, Nossa Senhora do Rosário, Passo d'Areia.
Descrição dos limites do bairro: A delimitação inicia no cruzamento da Avenida Borges de Medeiros com a Rua Silva Jardim, segue-se a partir daí pela seguinte delimitação: eixo da Rua Silva Jardim, no sentido nordeste; eixo da Rua Duque de Caxias, no sentido sudeste; eixo da Rua Olavo Bilac, no sentido sudoeste e eixo da Avenida Borges de Medeiros, no sentido noroeste, até encontrar a projeção do eixo da Rua Silva Jardim, início desta demarcação.

## Unidades residenciais
O bairro Bonfim, pertencente ao distrito da Sede, é uma unidade de vizinhança que contém as seguintes unidades residenciais:
| # | Unidade residencial | Localização | Limites                                                               | Obs.       |
| - | ------------------- | ----------- | --------------------------------------------------------------------- | ---------- |
| 1 | Bonfim              |             | Toda a área do perímetro do bairro Bonfim sem denominação específica. | [ Obs. 1 ] |

1. ↑  O bairro não possui unidades residenciais, logo, diz-se que a unidade residencial Bonfim é o bairro Bonfim em sí.

## Demografia

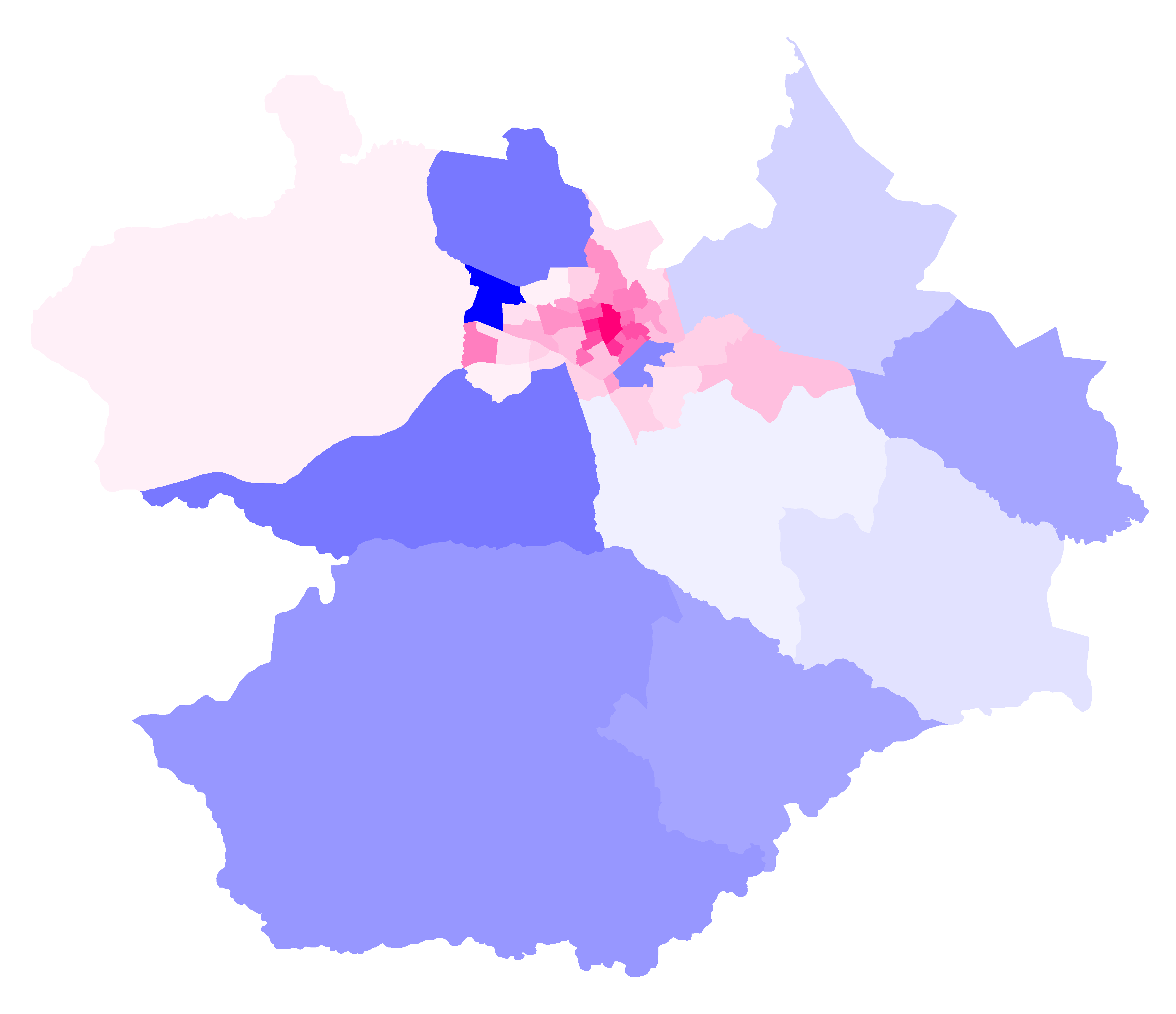
Mapa do município de Santa Maria com as divisões em bairros. Em escalas de azul os bairros com predominância masculina e em escalas de rosa os bairros com predominância feminina. Observa-se que quanto melhor a infraestrutura e o acesso a ela mais convidativo o bairro é para a população feminina. E, reciprocamente, podemos reconhecer os bairros com melhor infraestrutura observando onde a população feminina está concentrada.

Segundo o censo demográfico de 2010, Bonfim é, dentre os 50 bairros oficiais de Santa Maria:
- Um dos 41 bairros do distrito da Sede.
- O 13º bairro mais populoso.
- O 49º bairro em extensão territorial.
- O 2º bairro mais povoado (população/área).
- O 9º bairro em percentual de população na terceira idade (com 60 anos ou mais).
- O 3º bairro em percentual de população na idade adulta (entre 18 e 59 anos).
- O 49º bairro em percentual de população na menoridade (com menos de 18 anos).
- Um dos 39 bairros com predominância de população feminina.
- Um dos 30 bairros que não contabilizaram moradores com 100 anos ou mais.

Distribuição populacional do bairro
1. Total: 7157 (100%)
  1. Urbana: 7157 (100%)
  2. Rural: 0 (0%)
2. Homens: 3108 (43,43%)
  1. Urbana: 3108 (100%)
  2. Rural: 0 (0%)
3. Mulheres: 4049 (56,57%)
  1. Urbana: 4049 (100%)
  2. Rural: 0 (0%)

## Infraestrutura
Espaços públicos
No bairro está situada a praça João Pedro Menna Barreto.
Educação
- Universidade Franciscana (antigo Centro Universitário Franciscano): O Conjunto III da UNIFRA está situada na Rua Silva Jardim em frente à Igreja de Nossa Senhora do Rosário, do bairro Nossa Senhora do Rosário, próximo do Bairro Bonfim.

## Fotos do bairro

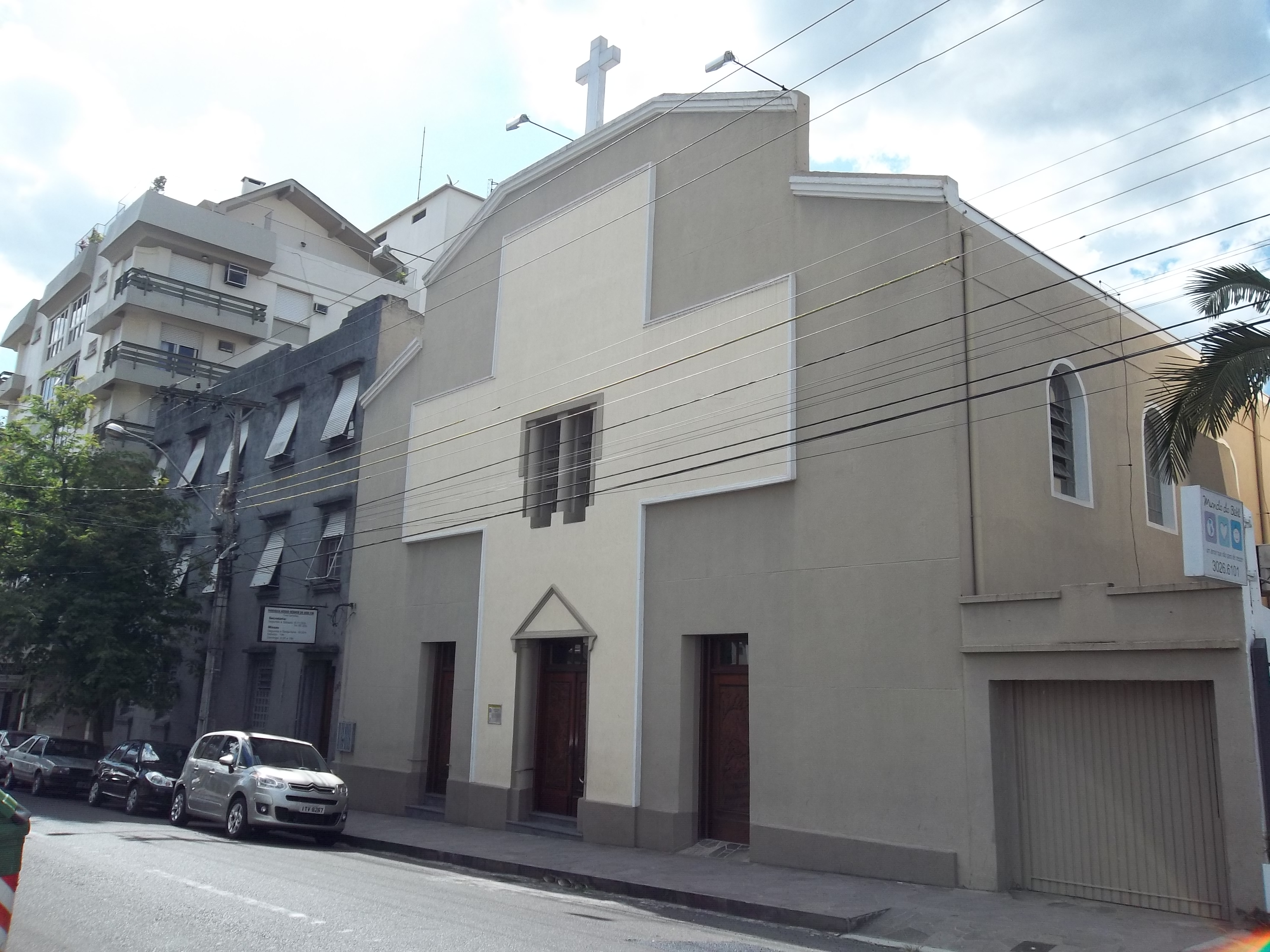
Igreja Nosso Senhor do Bom Fim, na Rua Venâncio Aires — igreja que deu nome ao bairro.
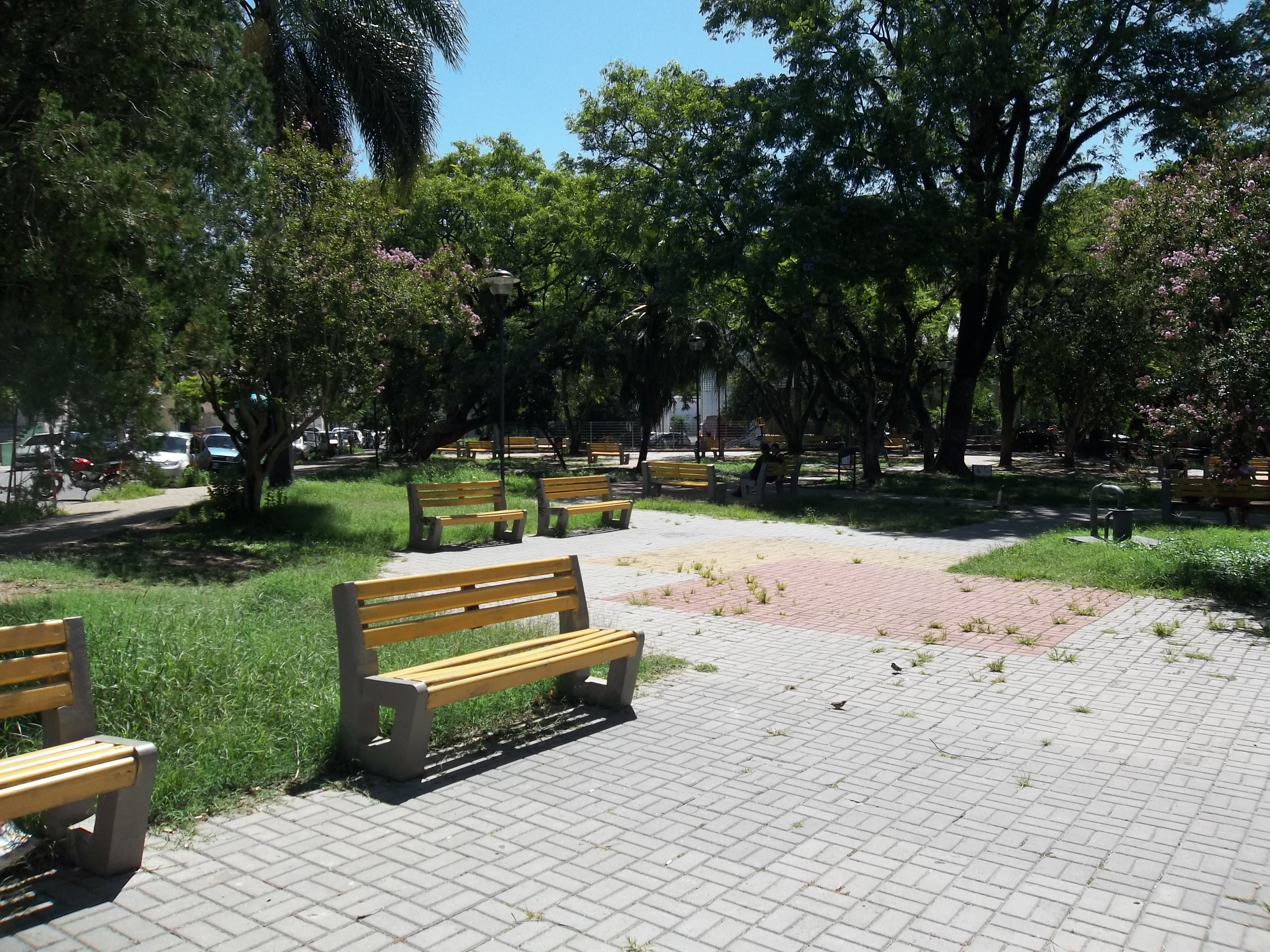
Praça João Pedro Menna Barreto.
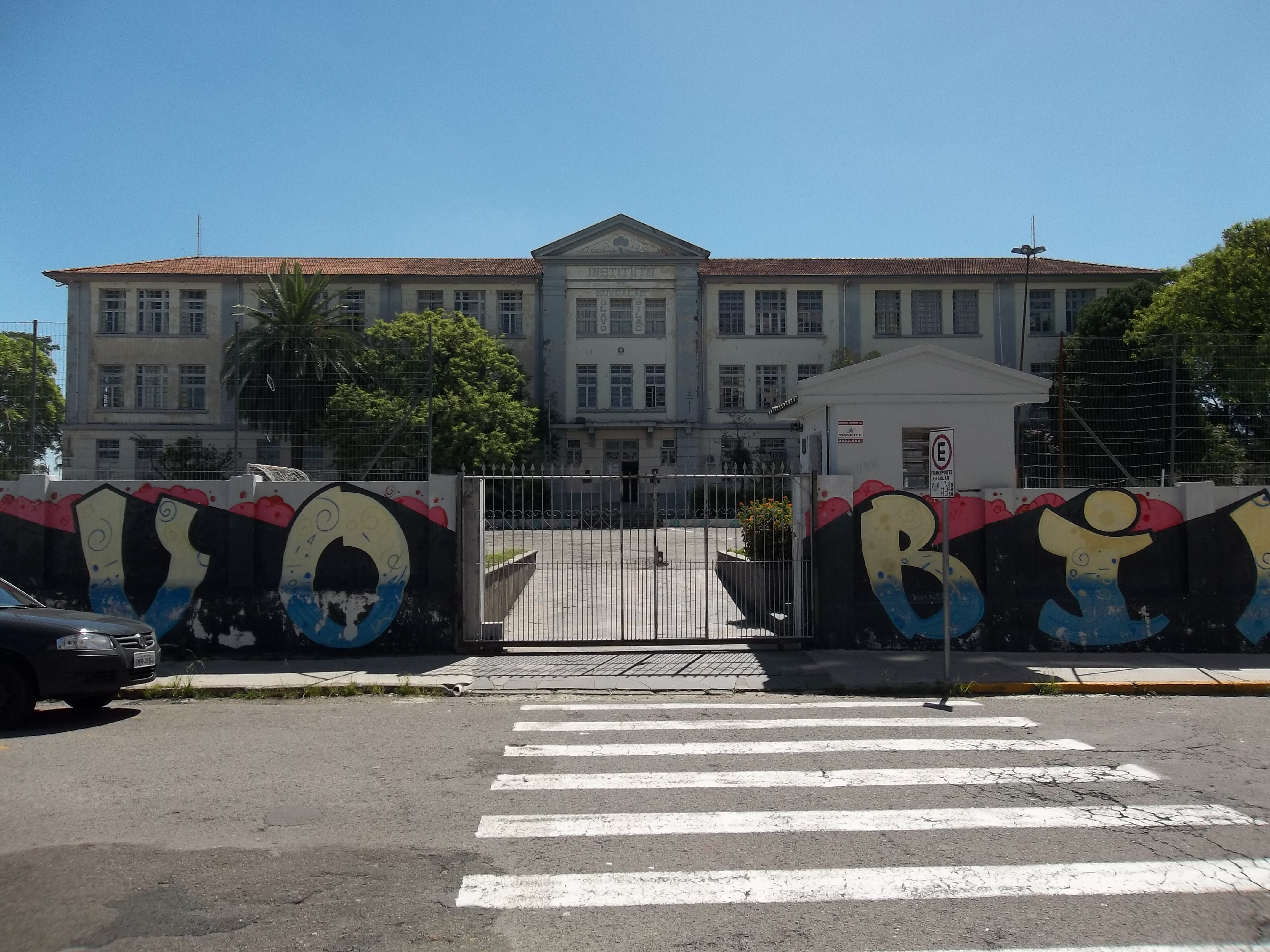
O Instituto de Educação Olavo Bilac.
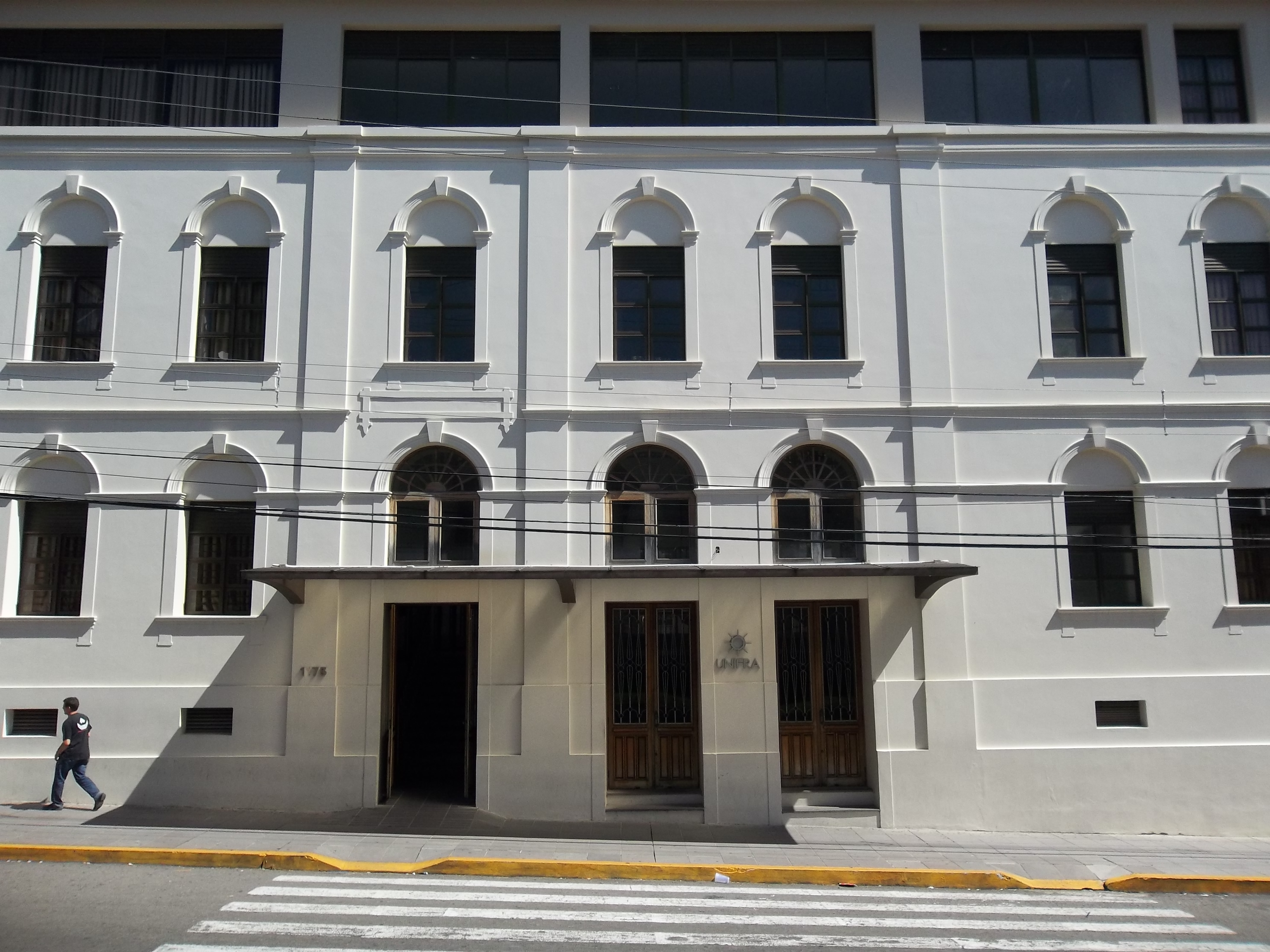
O Centro Universitário Franciscano, na Rua Silva Jardim.
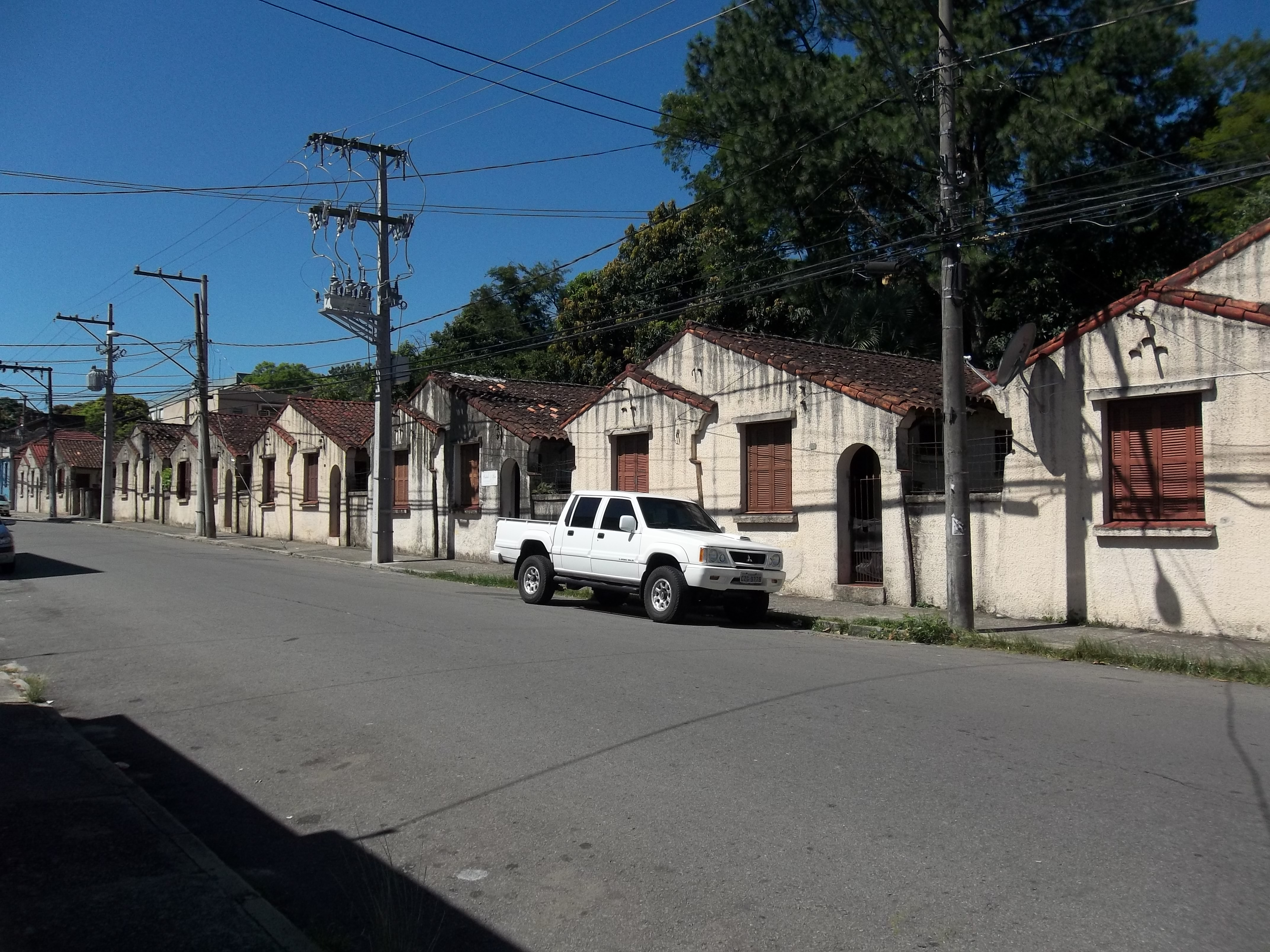
Casario padronizado em uma quadra da Rua Barão do Triunfo.
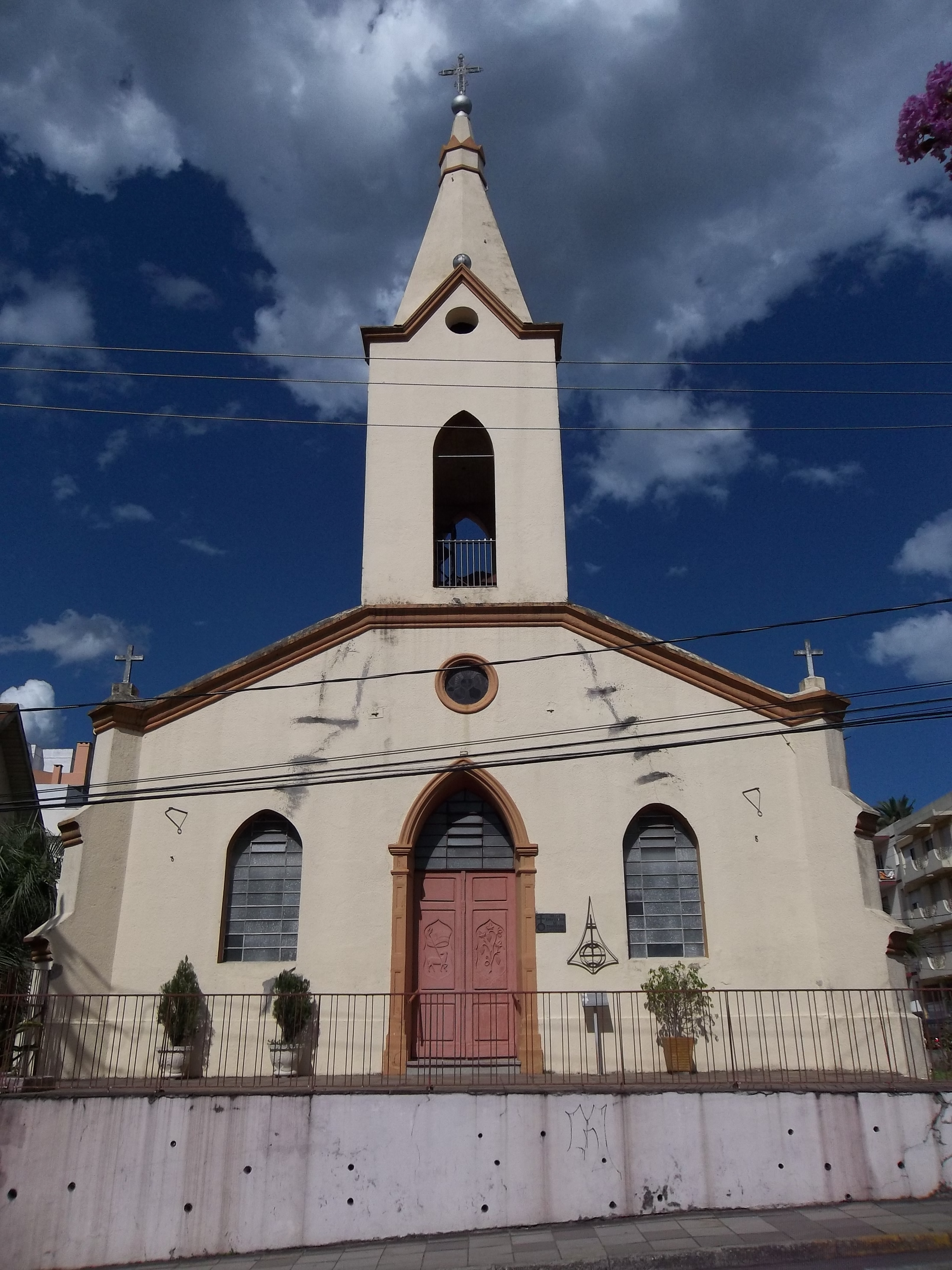
Igreja Evangélica de Confião Luterana situada junto à Praça João Pedro Menna Barreto.